# Theresa Scavenius
Theresa Birgitta Brønnum Scavenius (født 26. juli 1984 i Svendborg) er en dansk forsker og politiker som har været medlem af Folketinget siden 2022. Hun blev valgt for Alternativet, men blev ekskluderet fra Alternativets folketingsgruppe 17. september 2023 og meldte sig efterfølgende ud af partiet 21. september. Scavenius meddelte 20. august 2024 at hun vil stifte et nyt parti med navnet Grønne Demokrater.
Hun er lektor ved Aalborg Universitet København med klimapolitik som sit forskningsområde. Hun har tidligere været medlem af Radikale Venstre (2016-17) og Alternativet (2017-20). Hun var folketingskandidat for Alternativet i Nordsjælland ved Folketingsvalget 2019, men blev ikke valgt ind.
Scavenius var kandidat til næstformandsposten i Radikale Venstre i 2017 og til formandsposten i Alternativet i 2020, men blev ikke valgt til nogen af posterne. 6. marts 2021 stiftede hun partiet "Momentum". Kort før folketingsvalget 1. november 2022 vendte hun tilbage til Alternativet og blev valgt i Nordjyllands Storkreds med 1.081 personlige stemmer.
Efter intern uro i Alternativet indstillede de fem øvrige medlemmer af partiets folketingsgruppe i september 2023 til Alternativets hovedbestyrelse at Theresa Scavenius skulle ekskluderes fra partiet. Indstillingen blev ikke imødekommet, men Scavenius blev 17. september 2023 med hovedbestyrelsens opbakning frataget alle ordførerskaber og udvalgsposter i Folketinget, ligesom hun ikke længere måtte udtale sig på partiets vegne.

## Baggrund
Theresa Scavenius er oldebarn af Fergus Roger Scavenius, der var lillebror til tidligere statsminister Erik Scavenius.
Scavenius er student fra Christianshavns Gymnasium. I 2005 begyndte hun at studere tysk på Københavns Universitet og skrev sit bachelorprojekt om Thomas Mann i 2007. Hun studerede efterfølgende statskundskab, også på Københavns Universitet, og blev færdig i 2011. I 2014 forsvarede hun sin ph.d. Moral Responsibility for Climate Change: A Fact-Sensitive Political Theory.

## Akademisk karriere
Theresa Scavenius har været lektor ved Aalborg Universitet (AAU) siden 2017, og har klimapolitik som sit forskningsområde. Hun arbejder på Institut for Planlægning på universitetets campus i Københavns. I december 2017 blev hun udnævnt til en af 10 yngre AAU-talenter og tildelt et treårigt forskningsstipendium på i alt 3 mio. kr. Hendes forskningsprojekt har titlen Institutional mediation, emergent technologies and green transition paths.
I 2017 var hun sammen med Christian Rostbøll redaktør på bogen Compromise and Disagreement in Contemporary Political Theory, og i 2018 redaktør på bogen Institutional Capacity for Climate Response: A New Approach to Climate Policy sammen med Steve Rayner. Hun udgav i 2019 bogen Political Responsibility for Climate Change: Ethical Institutions and Fact-Sensitive Theory.
Scavenius var en af 301 danske forskere, der i maj 2018 skrev under på et debatindlæg i Politiken, hvor de opfordrede politikerne til at prioritere en mere ambitiøs klimapolitik over økonomisk vækst. Hun har været brugt som klimaekspert af danske medier og har deltaget i den offentlige debat.

## Politisk karriere
Theresa Scavenius var medlem af det Radikale Venstre fra 2016 til 2017. I september 2017 stillede hun op som kandidat til næstformandsposten for partiet, men modtog ved valget 22 stemmer mod Camilla Kampmanns 52 og vinderen Bitten Schjødts Kjærs 225 stemmer. Hun meldte sig efterfølgende ud af partiet.
Scavenius meldte sig ind i Alternativet i december 2017, og var kandidat i Nordsjællands storkreds ved folketingsvalget i 2019. Hun udtalte at hun stillede op, fordi hun var "dybt frustreret" over den danske klimapolitik, som hun opfattede som uambitiøs. I forbindelse med valgkampen modtog hun donationer på 300.000 kr. til sin kampagne, herunder 50.000 kr. fra en investor og 50.000 kr. fra en tidligere højststående ansat i investeringsbanken Goldman Sachs. Donationerne skabte debat, fordi kritikere i Alternativet mente, at pengene var "snavsede", og fordi Alternativet har et politisk mål om at fjerne penge fra politik. Hun svarede på kritikken ved at sige at hendes donorer mente hun "står for noget særligt". Scavenius blev ikke valgt, da Alternativet ikke vandt nogen pladser i Nordsjællands storkreds. Hun fik 1.267 stemmer, hvilket var flest blandt alle partiets kandidater i storkredsen. Folketingsmedlem Christian Poll fulgte efter med 1.162 stemmer. 
I december 2019 meddelte hun, at hun var kandidat til at blive politisk leder af Alternativet, efter at grundlægger Uffe Elbæk meddelte, at han ville træde tilbage i februar 2020. Før hun annoncerede sit kandidatur, var hun i medierne blevet betragtet som en af de sandsynlige kandidater. Efter to afstemningsrunder tabte hun til Josephine Fock, som fik 936 mod Scavenius' 668 stemmer.
I marts 2020 meldte Scavenius sig ud af Alternativet. På sin Facebookside skrev hun, at hun med sin udmeldelse havde "taget konsekvensen af partiets de facto opløsning", med reference til den krise som valget af Fock havde skabt, hvori fire ud af partiets fem folketingsmedlemmer, inklusiv Elbæk, forlod partiet.
6. marts 2021 offentliggjorde Scavenius lanceringen af et nyt parti-projekt "Momentum". Partiet lykkedes dog aldrig at få indsamlet de nødvendige vælgererklæringer til at blive optillingsberrettigede til et folketingsvalg og fik ved kommunalvalget i november 2021 lidt under 3000 stemmer i København. Partiet offentligegjorde på sin hjemmeside 9. marts 2022 at det ville gå i dvale.
Siden Momentum blev sat på vågeblus, har Scavenius forladt projektet til fordel for Alternativet og blev ved Folketingsvalget 2022 valgt for partiet i Nordjyllands Storkreds med 1.081 personlige stemmer.

## Påståede samarbejdsvanskeligheder
Scavenius har en historik med påståede samarbejdsproblemer og anklager om manglende sociale kompetencer. I februar 2020 anklagede frivillige fra hendes valgkamp hende for at mangle "empati og ydmyghed", men hun anerkendte ikke nogen problemer. I april 2023 udtalte Anders Storgaard, tidligere landsformand for Konservativ Ungdom, at "Jeg har oplevet hende som værende en af de absolut værste i dansk politik og i debatter, når det kommer til adfærd overfor andre debattører. Jeg oplever, at hun har rullet med øjnene. Hun gør nar af politiske modstandere, og hun har generelt en enormt grov tone."
I september 2023 fik Scavenius frataget alle ordførerposter og blev ekskluderet af Alternativets folketingsgruppe. Ifølge gruppeforperson Helene Liliendahl Brydensholt har Alternativets folketingsgruppe oplevet, at Scavenius har udvist modvillighed mod at samarbejde og været 'grov' over for medarbejdere og gruppemedlemmer. Scavenius afviser selv alle anklager om samarbejdsproblemer.
Konfliktmægleren som Alternativet havde bedt om at mægle i konflikten mellem Scavenius og den øvrige folketingsgruppe mente ikke at problemerne skyldtes Scavenius, men pegede i steder på interne forhold og magtkampe i partiet.
21. september 2023 meldte Scavenius sig ud af Alternativet som følge af eksklusionen fra folketingsgruppen. Hun lancerede partiet Grønne Demokrater 20. august 2024.